# Al vent
Al vent és un dels majors èxits del cantautor valencià Raimon.
Creada el 20 d'octubre de 1959, a dies d'avui encara és una de les cançons més sonades al panorama musical de cantautors en català. Aquesta cançó que ja té més de 50 anys, ha estat traduïda a nombrosos idiomes i segueix plenament vigent, ja que es tracta d'una cançó de caràcter pacifista i internacionalista. És considerada com una part de la banda sonora del procés de transició.